# Маурицио Галбайо
Маурицио Галбайо или Маурицио Галионо (Maurizio Galbaio; Maurizio Galiono) е седмият дож на Венецианската република.
Получава титлите magister militum и ипат от император Лъв IV. През 764 - 787 г. той управлява като дож Венеция.